# Nate Stupar
Stephen Nathan Stupar (* 14. März 1988 in State College, Pennsylvania) ist ein ehemaliger US-amerikanischer American-Football-Spieler in der National Football League (NFL). Er spielte zuletzt für die New York Giants als Linebacker.

## College
Stupar, der aus einer sportlichen Familie stammte – sein älterer Bruder Jonathan spielte für die Buffalo Bills als Tight End – besuchte die Pennsylvania State University (Penn State) und spielte für deren Team, die Penn State Nittany Lions, erfolgreich College Football. In 52 Partien konnte er insgesamt 205 Tackles setzen.

## NFL

### Oakland Raiders
Seine Profi-Karriere begann Stupar bei den Oakland Raiders, die ihn im NFL Draft 2012 in der 7. Runde als insgesamt 230. Spieler auswählten, aber noch vor Saisonbeginn entließen.

### Philadelphia Eagles
Im November 2012 wurde er von den Philadelphia Eagles für deren Practice Squad verpflichtet und blieb ohne Einsatz. 

### San Francisco 49ers
Im Januar 2013, nach Ende der Regular Season erhielt er einen Vertrag bei den San Francisco 49ers. In der Spielzeit 2013 konnte er erstmals Spiele in der NFL bestreiten, wobei er in den Special Teams zum Einsatz kam. Anfang November 2013 wurde er allerdings bereits wieder entlassen.

### Jacksonville Jaguars
Den Rest der Spielzeit verbrachte er bei den Jacksonville Jaguars, ebenfalls in den Special Teams.

### Atlanta Falcons
2014 wechselte er zu den Atlanta Falcons und kam in allen Spielen als Special Teamer zum Einsatz. 2015 lief er zusätzlich in der Defense als Linebacker auf und konnte auch seinen ersten Touchdown erzielen.

### New Orleans Saints
Am 16. März 2016 erhielt Stupar von den New Orleans Saints einen Dreijahresvertrag.
Er sollte helfen, die Defense der Saints, in den letzten beiden Saisons die schlechteste der gesamten Liga, zu stabilisieren.
 2017 fiel er nach nur vier Partien verletzungsbedingt aus.
 Bei der Kaderverkleinerung vor Beginn der Regular Season 2018 stand Stupar noch im Roster, wurde aber zwei Tage später dann dennoch entlassen.

### New York Giants
Kurz darauf nahmen die New York Giants Stupar unter Vertrag. Knapp vor Beginn der Spielzeit 2019 wurde er entlassen.